# District de Tianxin
Le district de Tianxin (天心区 ; pinyin : Tiānxīn Qū) est une subdivision administrative de la province du Hunan en Chine. Il est placé sous la juridiction de la ville-préfecture de Changsha.